# AIM中文音樂頒獎典禮
AIM 中文音樂頒獎典禮（英語：AIM Chinese Music Awards）是由馬來西亞資訊、通訊及文化部（MICC）指導，大馬唱片業公會（RIM）舉辦，創立於1993年，是馬來西亞最大的音樂頒獎晚會 - Anugerah Industri Muzik（“AIM”）。其目的主要是給予本地人才的贊譽和肯定，並開拓本地音樂市場。
往年的AIM都是以馬來音樂為主，中文歌曲獎項只占小部分。其後獲得 MICC 的大力撥款支持，分別成立 AIM 中文和印度文音樂頒獎典禮。AIM 中文音樂頒獎典禮並非每年固定舉辦。

## 大会司仪
| 届 | 年份 | 日期    | 場合                                | 大會司儀                      | 主题               |
| -- | ---- | ------- | ----------------------------------- | ----------------------------- | ------------------ |
| 1  | 1999 | 10月9日 | -                                   | -                             | -                  |
| 2  | 2001 | 1月6日  | -                                   | -                             | -                  |
| 3  | 2013 | 7月6日  | KLCC Plenary Hall                   | 戴倩云、陳浩然、文康          | 马来西亚音乐遗产   |
| 4  | 2016 | 9月12日 | Sunway Putra Hotel Grand Ballroom   | 吴家润、黄威尔                | 光                 |
| 5  | 2020 | 1月4日  | Menara PGRM, Star Convention Centre | 陈志康、大头AKI、MY小眼睛秉昀 | 我的音乐，我的态度 |

## 歷年得奖名單

### 2013年
| - 最佳演唱男歌手：張智成 《你愛上的...》 - 最佳演唱女歌手：梁靜茹 《愛久見人心》 - 最佳演唱組合/樂團：東於哲 《最最喜歡》 - 最佳新人：（金）Bell宇田《十二月二十一日，晴》 （銀）李佳薇《感謝愛人》 （銅）Fuying & Sam《Love Protection 1.0》 - 最佳作詞：張智成《相逢恨早》(作詞：彭學斌) - 最佳作曲：張智成《金玉良言》(作曲：彭學斌) - 最佳編曲：張智成《金玉良言》(編曲：楊朝焰) - 最佳歌曲製作：梁靜茹《愛久見人心》(製作：彭學斌) - 最佳音樂錄像帶：Bell 宇田《十二月二十一日，晴》(導演：吳景發Ah Fatt) - 最佳電視劇/電影主題曲：電視劇—香火-伍家輝《灰》 (詞：李欣怡 曲：伍家輝) - 最佳方言歌曲：陳采君《家》 (詞曲：菲比) - 最佳賀歲專輯：My Astro藝人《全民過年ulala》 - 最佳專輯：張智成《你愛上的...》 - 最佳金曲：梁靜茹《愛久見人心》(詞曲：彭學斌) - 最佳迷你專輯：張起政《尷尬》(製作人：陳彥琿) - 最佳專輯設計：林健輝《好流氓》(專輯設計：陳峋成) - 特別貢獻獎：巫啟賢 |

### 2016年
| - 最佳男歌手 ：张栋樑《怎样的 张栋樑 EP》 - 最佳女歌手：李佳薇《天堂/悬崖》 - 最佳组合/乐团：Mad August《喂~我不知道》 - 最佳新人 （金）Geraldine 颜慧萍 《The Journey 一路有你》（银）Nicole 赖淞凤《爱我的人收》（铜）Hanz郭文翰《Hanz郭文翰首张剧场版专辑》 - 最佳作词 ：管启源《现在你是怎样的人？》 - 最佳作曲：黄淑惠《你快乐未必我快乐》 - 最佳编曲：陈子超《现在你是怎样的人？》 - 最佳歌曲制作：张栋樑，陈子超，管启源《年华》 - 最佳音乐录影带：王绍伟《现在你是怎样的人》 (演唱: 张栋樑) - 最佳电视剧/电影主题曲：一步距离《电影: 一路有你》(演唱: 颜慧萍) - 最佳方言歌曲：黄一飞《阿公的脚踏车》 - 最佳贺岁专辑：Astro, MY FM, MELODY FM全体艺人 《猴爷大盛年猴年贺岁专辑》 - 最佳少儿专辑：Astro小太阳主持人《小太阳快乐唱跳合辑（1）童童欢乐园》 - 最佳专辑：张栋樑《怎样的张栋樑》 - 最佳金曲：张栋樑《人生没有如果》 - 最佳迷你专辑：颜慧萍《The Journey 一路有你》 - 最佳专辑设计：Keith Chee 《Take Me Home》 （演唱： Henley 许亮宇 ） - (本地原创经典风格组) 最佳男歌手 ：王骏《王骏同名专辑》 - (本地原创经典风格组) 最佳女歌手 ：黄晓凤《流行魅力恋歌感谢伤害我的人》 - (本地原创经典风格组) 最佳专辑：王骏《王骏同名专辑》 - (本地原创经典风格组) 最佳歌曲制作：王昱亨《一路上有你》(演唱:陆玟静) - 特别贡献奖 ：王裕宗 |

### 2020年
| - 最佳男歌手 ：方泂镔《我不是神》 - 最佳女歌手：李幸倪《beGin》 - 最佳组合/乐团：Arvan阿尔梵《我们不是都要沉睡》 - 最佳新人：（金）郭修彧《抽象图》、（银）王艳薇《框不住的艳薇》、（铜）车志立《志同道合》 - 最佳作词 ：Namewee黃明志《漂向北方》 - 最佳作曲：Ryota片山凉太《逃啊逃啊》 - 最佳编曲：Chris M Yong / Katayama Ryota《身份不明》 - 最佳歌曲制作：陈子超《最好的快要发生》 - 最佳音乐录影带：《蝌蚪》（导演：ah Fatt）(演唱: 宇田) - 最佳电视剧/电影主题曲：《抽象图》（电影《光》主题曲）(演唱: Shio郭修彧) - 最佳方言歌曲：刘界辉、曾耀祖《窝》 - 最佳贺岁专辑：Astro全体艺人 《万象更新 勇气棒嘟嘟》 - 最佳少儿专辑：Astro小太阳家族《小太阳快乐唱跳合辑IV》 - 最佳专辑：Namewee黃明志《亚洲通车》 - 最佳金曲：方泂镔《最笨的人是我》 - 最佳迷你专辑：林文荪《这世界终会记得我的名字》 - 最佳专辑设计：Ng Kar Chun《亚洲通牒》（演唱： Namewee黃明志 ） - 最高串流量歌曲：《漂向北方》黃明志feat王力宏 - AIM特别推荐奖：Priscilla Abby蔡恩雨 - (本地原创经典风格组) 最佳男歌手 ：曾潍山《爱演》 - (本地原创经典风格组) 最佳女歌手 ：友弟《Jalan Jalan惹兰》 - (本地原创经典风格组) 最佳专辑：欣彥《芭莎公主Romancing Asia》 - (本地原创经典风格组) 最佳歌曲制作：友弟《Jalan Jalan惹兰》 - 特别贡献奖 ：南方唱片机构有限公司 |